# Graham Poll
Graham Poll (Tring, 29 de Julho de 1963) é um ex-árbitro de futebol inglês. 
Graham Poll começou a apitar profissionalmente em 1 de janeiro de 1996. Sua primeira partida internacional foi em 2 de abril de 1997, na partida Azerbaijão versus Finlândia. Encerrou sua carreira internacional após sua desastrosa atuação no jogo Croácia x Austrália na Copa do Mundo de 2006. O mesmo não anunciou dois pênaltis claros para os oceânicos (aos 6 minutos, Dado Prso agarrou Mark Viduka pela camisa dentro da grande área e aos 75, o mesmo impediu o cruzamento de uma bola alta com a mão) e só expulsou o zagueiro croata Josip Šimunić após ter dado o terceiro cartão amarelo. Se aposentou do futebol após um jogo entre Finlândia e Bélgica, em 2007.